# Прохоров, Сергей Дмитриевич
Сергей Дмитриевич Прохоров (1870—1953) — русский генерал, герой Первой мировой войны, участник Белого движения.

## Биография
Окончил 1-й Московский кадетский корпус и Николаевское кавалерийское училище, был выпущен корнетом в 3-й драгунский Ингерманландский полк.
Чины: поручик (1893), штабс-ротмистр (1898), капитан ГШ (1901), подполковник (29.03.1909), полковник (25.03.1915), генерал-майор (29.09.1917), генерал-лейтенант (1919).
В 1904 году окончил Николаевскую академию Генерального штаба по 1-му разряду.
Участник русско-японской и Первой мировой войн. В 1905 — старший адъютант штаба 1-й пехотной дивизии в Маньчжурской армии. В 1912 г. — прикомандированный к Елисаветградскому кавалерийскому училищу для преподавания военных наук. На войну 1914 выступил в должности начальника штаба 6-й кавалерийской дивизии. На этой же должности находился в 8-й и 11-й кавалерийских дивизиях до января 1916 г., когда стал командиром 10-го Драгунского Новгородского полка и за доблесть был награждён Георгиевским оружием. В Добровольческой армии с осени 1918 г. Участник второго Кубанского похода. В начале 1919 г. заново формирует Елисаветградское кавалерийское училище.
После эвакуации из Крыма в Галлиполи объединил юнкеров Елисаветградского и Николаевского училищ и сформировал Николаевское кавалерийское училище, с которым прибыл в Королевство Югославия. Оставался с училищем в Белой Церкви до 1924 г.
Во время Второй мировой войны переехал в Германию. Скончался в Дорнштадте 24 февраля 1953 г. Похоронен на местном кладбище.

## Награды
- Орден Св. Станислава 3-й ст. (1900)
- Орден Св. Анны 3-й ст. (1906)
- Орден Св. Станислава 2-й ст. (1908; 28.02.1909)
- Орден Св. Анны 2-й ст. (1911; 04.03.1912).
- Георгиевское оружие (25.08.1916).